# 马蒂娜·武卡西克
马蒂娜·武卡西克（波蘭語：Martyna Łukasik，1999年11月26日—），波兰职业排球运动员，效力于波兰国家队和意大利科内利亚诺女排俱乐部，司职主攻。